# Comité des Forges

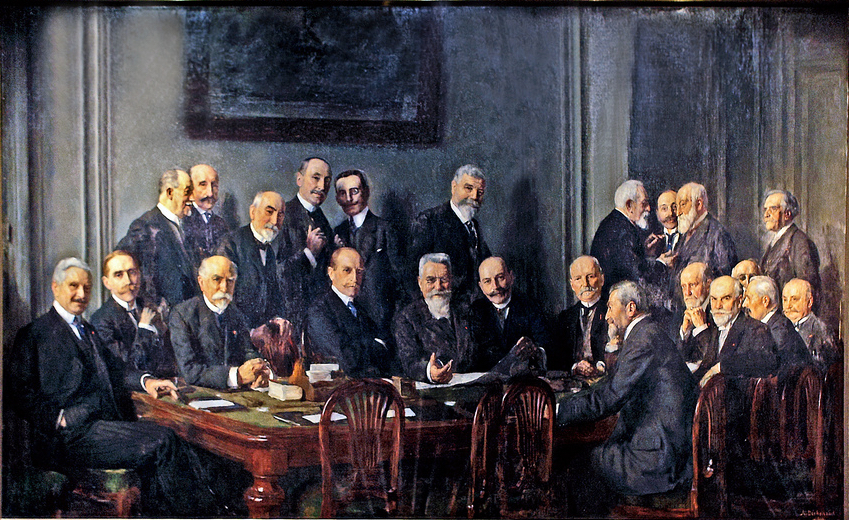

Das Comité des Forges (genauer: Comité des Forges de France (CFF), deutsch: Hüttenkomitee) war ein 1864 von Eugène Schneider (1805–1875) und Charles de Wendel gegründeter einflussreicher Interessenverband der französischen Kohle- und Stahlindustrie. Er betrieb bis zu seiner Auflösung 1940 Lobbyarbeit für gemeinsame Interessen seiner Mitglieder.

## Geschichte
Das Comité des Forges entstand aus mehreren Vorläuferorganisationen. Es wurde etwa zeitgleich mit der Ersten Internationale gegründet.
1887/88 wurde das CdF reorganisiert. Es repräsentierte etwa drei Viertel der französischen Stahlindustrie. 1914 hatte es 252 Mitglieder, die ein Kapital von 1,1 Milliarden Franc repräsentierten und 200.000 Arbeitnehmer hatten. Es unterhielt zeitweise 14 Tageszeitungen und hatte großen Einfluss.
1940 wurde es vom Vichy-Regime aufgelöst und ersetzt durch das Comité d’organisation de la sidérurgie. 1945 folgte diesem Komitee die Chambre syndicale de la sidérurgie française.
Das CdF gilt auch als „Vorfahre“ der UIMM (Union des industries et métiers de la métallurgie)
Präsident von 1918 bis 1940 war François de Wendel (1874–1949), ein Enkel von Charles de Wendel. François De Wendel war auch Mitglied der rechtsextremen Vereinigung Croix de Feu, mit der Mitgliedsnummer 13. Robert Pinot (1862–1926) war bis 1924 Vizepräsident.
Der Saarindustrielle Hermann Röchling vertrat in einem Schreiben „Das Comité des Forges und seine Ausdehnungsbestrebungen“ von 1923 die Auffassung das CdF wäre der „Träger des französischen ‚Wirtschafts-Imperialismus’“ und kritisierte dessen Ausdehnungsbestrebungen in Luxemburg, der Tschechoslowakei, im Saargebiet und in Oberschlesien.
Eine Untersuchung der Reichskanzlei von 1932, die die Finanzierung der NSDAP erforschte, stellte fest, dass die NSDAP auch vom Comité des Forges finanziert wurde.
Der ehemalige Reichskanzler Heinrich Brüning schrieb in seinen Memoiren über ein Treffen mit dem Direktor der Internationalen Arbeitsorganisation des Völkerbundes Albert Thomas, dass Thomas das Material zusammen habe, um nachzuweisen, dass die NSDAP von der Rüstungsindustrie, vor allem von der französischen Rüstungsindustrie, finanziert werde. Thomas starb kurz darauf am 8. Mai 1932; Brüning vermutete (wegen des Gesprächs) zunächst einen unnatürlichen Tod.
Der Botschafter Frankreichs im Dritten Reich, André François-Poncet, stand dem CdF nahe und wurde von ihm gefördert.
Das CdF und das „Comité des Houillères“ (Komité der Kohlenbergwerke) waren eng miteinander verbunden.

## Sonstiges
Auch in anderen Industrieländern gab es damals ähnliche Interessenverbände, z. B. in Deutschland den Verein Deutscher Eisen- und Stahlindustrieller.

## Hinweis
Dieser Eintrag basiert auf einer Übersetzung (2009) aus der französischen Wikipedia.